# 大韓民國陸軍動員戰力司令部
大韓民國陸軍動員戰力司令部(육군동원전력사령부)是大韓民國陸軍的預備役司令部。

## 歷史
本來，預備役動員司令部早計劃已作為韓國國防部直屬機構成立，因缺乏法律和制度支持而未能實施。2016年10月1日的韓國國軍日慶祝活動突出了預備役部隊的精銳表現，11月22日召開了相關研討會，成為討論的話題，並在國防部的司令官聯席會議上正式開始討論。11月24日國防部主管的司令官聯席會議正式開始討論。此後，大部分預備役部隊改為以陸軍為基礎的陸軍編制，必要時協調其他軍種。2017年初，成立動員支援群並計畫年底籌建本部。
21世紀軍事研究所樸桂鎬博士建議任命中將為司令官，在全國範圍內設置動員師、動員支援團、動員資源護送團等部隊。
2018年4月6日，動員戰力司令部成立。

## 編制
- 動員步兵師
- 動員支援團(每個鄉土步兵師配遣一個)
  - 參謀部
  - 動員補充營
  - 精確補給營(戰時)
  - 裝備及物資管理連
  - 訓練中隊
  - 動員資源護送團
- 後備動員研究所

## 動員步兵師
- 第60動員步兵師(權慄)
- 第66動員步兵師(火炬)
- 第72動員步兵師(奧林匹克)
- 第73動員步兵師(忠一)
- 第75動員步兵師(鐵馬)

## 動員支援團
動員支援團是大韓民國陸軍的師屬戰鬥勤務支援部隊，其任務是平時管理預備役資源，戰時迅速召集並武裝預備役部隊投入戰場。根據《國防改革基本計劃2020》，成立了預備役部隊，戰時迅速補充到正規師。
從2009年10月1日在第32和50鄉土步兵師麾下成立開始，到2015年，已經成立了11個單位。計劃按順序到2016年編成161個動員補充營。
2018年4月6日，所有動員支援團從各鄉土步兵師轉轄至陸軍動員戰力司令部。
| 配遣單位                       | 地點           | 成立日期           | 參考 |
| 第31鄉土步兵師動員支援團       | 光州廣域市北區 | 2011 年 10 月 2 日 |      |
| 第32鄉土步兵師動員支援團       | 世宗市錦南面   | 2009 年 10 月 1 日 |      |
| 第35鄉土步兵師動員支援團       | 全羅北道任實郡 | 2011 年 10 月 1 日 |      |
| 第36鄉土步兵師動員支援團       | 江原道原州     |                    |      |
| 第37鄉土步兵師動員支援團       | 忠清北道曾坪郡 | 2010 年 6 月 1 日  |      |
| 第39鄉土步兵師動員支援團       | 慶尚南道咸安郡 | 2015 年 9 月 30 日 |      |
| 第50鄉土步兵師動員支援團       | 慶尚北道安東市 | 2009 年 10 月 1 日 |      |
| 第51鄉土步兵師動員支援團       | 京畿道華城     |                    |      |
| 第52鄉土步兵師動員支援團       | 京畿道安養市   |                    |      |
| 第55鄉土步兵師動員支援團       | 京畿道九里市   |                    |      |
| 第56鄉土步兵師動員支援團       | 京畿道南楊州市 |                    |      |
| 海軍陸戰隊教育訓練組動員支援團 | 慶尚北道浦項市 | 2014 年 9 月 1 日  |      |

## 歷任司令官
| 任次 | 姓名         | 階級 | 陸軍士校(軍官學校)期別 | 到任日期       | 離任日期      | 備註                 |
| ---- | ------------ | ---- | ---------------------- | -------------- | ------------- | -------------------- |
| 1    | 구원근古源根 | 少將 | 陸軍士校42期           | 2018年4月6日   | 2020年5月20日 | 少將退役             |
| 2    | 이정웅李正雄 | 少將 | 陸軍士校44期           | 2020年5月20日  | 2020年12月4日 | 升任首都軍團中將司令 |
| 3    | 권삼權參     | 少將 | 陸軍士校43期           | 2020年12月4日  | 2021年12月9日 | 少將退役             |
| 4    | 김인건金仁健 | 少將 | 陸軍士校45期           | 2021年12月10日 | 2022年12月    | 少將退役             |
| 5    | 전성대全盛大 | 少將 | 陸軍士校47期           | 2022年12月     | 2024年12月    | 少將退役             |
| 6    | 김관수金寬洙 | 少將 | 陸軍第三士校27期       | 2024年12月     |               |                      |